# بيغي بلير
بيغي بلير هي محامية كندية، ولدت في 1955.